# Irène Pétry
Irène Pétry (* Juni 1922 in Waremme, Provinz Lüttich, Belgien; † 17. April 2007 in Uccle/Ukkel, Region Brüssel-Hauptstadt) war eine belgische Politikerin der Parti Socialiste (PS) sowie Richterin.

## Biografie

### Frauenrechtlerin und Staatssekretärin
1942 beendete sie ihre Schulausbildung im Fach Ökonomie des Athénée Royale von Waremme, allerdings konnte sie aus finanziellen Gründen und wegen der Okkupation Belgiens durch die Wehrmacht während des Zweiten Weltkrieges nicht weiter studieren.
Im Anschluss nahm sie eine Beschäftigung im Joseph Wauters-Krankenhaus der Sozialistischen Hilfsvereine in Waremme aus und gründete dort einen Betriebsverband der sozialistische Frauenorganisation Femmes prévoyantes socialistes (FPS), in der sie anschließend nicht nur Sekretärin, sondern auch Redakteurin des Verbandsorgan La femme prévoyante war. Zwischen 1953 und 1982 war sie Nationalsekretärin der französischsprachigen Mitglieder der FPS. In dieser Funktion hat sie auch maßgeblichen Einfluss auf das Programm La Pensée socialiste im öffentlich-rechtlichen Rundfunk Radio-télévision belge de la Communauté française (RTBF). In den 1950er und 1960er Jahren plädierte sie für eine wirtschaftliche und juristische Gleichberechtigung von Mann und Frau und für eine Entkriminalisierung des Schwangerschaftsabbruchs und organisierte für die Durchsetzung dieser Forderungen auch Streiks von Arbeiterinnen.
1966 wurde sie erst Vizepräsidentin und dann Präsidentin des Internationalen Frauenrates der Sozialistischen sowie zugleich Vizepräsidentin der Sozialistischen Internationale. 1973 wurde sie Mitglied des Parteibüros der PS und distanzierte sich während der 1970er Jahre von der neofeministischen Frauenbewegung.
Daneben war sie in der Kommunalpolitik tätig und zunächst Mitglied des Gemeinderates von Uccle sowie anschließend von Sprimont.
Von Januar bis Oktober 1973 gehörte Irène Pétry als Staatssekretärin für Entwicklungszusammenarbeit für zehn Monate dem Kabinett von Premierminister Edmond Leburton an.

### Abgeordnete, Senatorin und Verfassungsrichterin
1974 wurde sie dann als Kandidatin der PS zum Mitglied der Abgeordnetenkammer gewählt und vertrat dort bis 1977 das Arrondissement Lüttich. Dessen Vertreterin war sie anschließend auch von 1977 bis 1984 als Mitglied des Senats. Zugleich war sie zwischen 1980 und 1982 Vorsitzende des Rates der Französischen Gemeinschaft Belgiens.
Nach ihrem Ausscheiden aus dem Senat wurde sie am 1. Oktober 1984 zur Richterin an dem neugeschaffenen Schiedshof, den heutigen Verfassungsgerichtshof berufen. An diesem war sie zuletzt zwischen dem 14. Januar 1991 und dem 19. Juni 1992 Präsidentin der französischsprachigen Gruppe. Als solche gehörte sie 1991 als Mitglied der Schiedskommission der Friedenskonferenz auf dem ehemaligen Jugoslawien an.
Kurz vor ihrer Verabschiedung in den Ruhestand wurde sie am 26. Mai 1992 mit dem Ehrentitel einer Staatsministerin gewürdigt.